# Żołnówka (przystanek kolejowy)
Żołnówka (ukr. Жовнівка) – przystanek kolejowy w miejscowości Żołnówka, w rejonie tarnopolskim, w obwodzie tarnopolskim, na Ukrainie. Położony jest na linii Tarnopol – Stryj.
Przystanek powstał po II wojnie światowej. W II Rzeczypospolitej istniał przystanek Żołnówka, położony był on jednak na zachód od wsi, na Kolei Lokalnej Lwów-Podhajce (współcześnie linia Potutory – Brzeżany).